# Santa Caterina leggente
Santa Caterina leggente è un dipinto a olio su tela (64x52 cm) attribuito al Correggio, databile al 1530 circa e conservato nella Royal collection di Castello di Windsor.

## Storia  e descrizione
Si conoscono due versioni di questo soggetto, una conservata in una collezione privata e questa presso le collezioni reali inglesi. In genere è quest'ultima, ascritta al Correggio da Gronau nel 1907, ad essere considerata autografa per quanto Cecil Gould preferì scartarla dal suo autorevole catalogo del Correggio. Si tratta di un dipinto di ridotte dimensioni probabilmente destinato alla devozione privata.
Sia il tipo femminile che la tecnica di stesura del colore ricordano lo stile maturo del Correggio, particolarmente quello della Danae e della Leda. Mentre dal punto di vista dell'impostazione l'opera è stata giustamente definita da Ekserdjian una “sacra controparte del secolare Ritratto d'uomo” conservato nel Castello Sforzesco.
Con tale ritratto la santa Caterina condivide un analogo taglio ravvicinato che permette all'osservatore di scrutare il suo volto senza che ella, tuttavia, sembri accorgersene. Infatti, come l'uomo ritratto mentre legge il petrarchino, anche la santa Caterina è assorta nella lettura e appartiene a quel genere di “ritratti sognanti” (John Shearman) il cui fascino sta proprio nel dare all'osservatore l'illusione di guardare, quasi di spiare, senza essere visto. Un artificio analogo informa la perduta Maria Maddalena leggente che si trovava a Dresda, la cui esecuzione dovrebbe appartenere allo stesso torno di anni.
Recentemente Carlo Arturo Quintavalle ne ha negato l'autografia correggesca, ritenendolo piuttosto opera settecentesca.